# Karavan smerti
Karavan smerti (russisk: Караван смерти) er en sovjetisk spillefilm fra 1991 af Ivan Solovov.

## Medvirkende
- Aleksandr Pankratov-Chyorny som Ivan Marin
- Boris Khmelnitskij som Pin
- Jelena Kondulainen som Oksana
- Viktor Pavlov som Andrej Nikolayevitj Sablin
- Vladimir Tresjjalov som Pjotr Jefimovitj